# Atletismo nos Jogos Pan-Americanos de 1991 - Lançamento de martelo masculino
A prova do lançamento de martelo masculino nos Jogos Pan-Americanos de 1991 foi realizada em 8 de agosto em Havana, Cuba.

## Medalhistas
| Ouro                            | Prata                        | Bronze             |
| Jim Driscoll USA Estados Unidos | Jud Logan USA Estados Unidos | René Díaz CUB Cuba |

### Final
| Posição           | Nome             | Nacionalidade      | Marca | Notas |
| ----------------- | ---------------- | ------------------ | ----- | ----- |
| Medalha de ouro   | Jim Driscoll     | USA Estados Unidos | 72.78 |       |
| Medalha de prata  | Jud Logan        | USA Estados Unidos | 70.32 |       |
| Medalha de bronze | René Díaz        | CUB Cuba           | 68.36 |       |
| 4                 | Guillermo Guzmán | MEX México         | 68.34 |       |
| 5                 | Andrés Charadía  | ARG Argentina      | 68.22 |       |
| 6                 | Marcelo Pugliese | ARG Argentina      | 68.02 |       |
| 7                 | Ian Maplethorpe  | CAN Canadá         | 58.04 |       |
| 8                 | Enrique Reina    | HON Honduras       | 37.96 |       |